# Thanaron Point
Der Thanaron Point (französisch Cap Tannaron [sic!]) ist eine felsige Landspitze im Norden des Grahamlands auf der Antarktischen Halbinsel. Sie liegt 13 km ostnordöstlich des Kap Roquemaurel an der Nordküste der Trinity-Halbinsel.
Der französische Polarforscher Jules Dumont d’Urville entdeckte und benannte die Landspitze 1838 im Zuge der Dritten Französischen Antarktisexpedition (1837–1840). Namensgeber ist Charles Jules Adolphe Thanaron (1809–1886), Offizier an Bord der Zélée bei d’Urvilles Forschungsreise. Das UK Antarctic Place-Names Committee übertrug die französische Benennung am 21. November 1949 orthographischer korrigiert und unter Anpassung an die eigentliche Natur des Objekts ins Englische.